# Isotomurus
Genre
Isotomurus est un genre de collemboles de la famille des Isotomidae.

## Liste des espèces
Selon Checklist of the Collembola of the World (version du 3 septembre 2019) :
- Isotomurus aetnensis Carapelli, Frati, Fanciulli & Dallai, 2001
- Isotomurus afghanicus Yosii, 1966
- Isotomurus alticolus (Carl, 1899)
- Isotomurus annectens Yosii, 1963
- Isotomurus antennalis Bagnall, 1940
- Isotomurus atreus Christiansen & Bellinger, 1980
- Isotomurus balteatus (Reuter, 1876)
- Isotomurus beskidensis Rusek, 1963
- Isotomurus bimaculatus Ågren, 1903
- Isotomurus bimus Christiansen & Bellinger, 1980
- Isotomurus cassagnaui Deharveng & Lek, 1993
- Isotomurus chaos Potapov & Babenko, 2011
- Isotomurus chiltoni (Carpenter, 1925)
- Isotomurus cibus Christiansen & Bellinger, 1980
- Isotomurus denticulatus Kos, 1937
- Isotomurus dhanbadensis Mandal, Suman & Bhattacharya, 2017
- Isotomurus festus Potapov, Porco & Deharveng, 2018
- Isotomurus fucicolus (Schött, 1893)
- Isotomurus fucicolus da Gama, 1964
- Isotomurus fuscus (Salmon, 1944)
- Isotomurus gallicus Carapelli, Frati, Fanciulli & Dallai, 2001
- Isotomurus ghibellinus Carapelli, Frati, Fanciulli & Dallai, 1995
- Isotomurus graminis Fjellberg, 2007
- Isotomurus griseus Lee & Kim, 1993
- Isotomurus hadriaticus Carapelli, Frati, Fanciulli & Dallai, 2001
- Isotomurus indicus Mandal, Suman & Bhattacharya, 2017
- Isotomurus infuscatus Yosii, 1963
- Isotomurus italicus Carapelli, Frati, Fanciulli & Dallai, 1995
- Isotomurus jharkhandensis Mandal, Suman & Bhattacharya, 2017
- Isotomurus lapidosus (Salmon, 1949)
- Isotomurus lateclavus Kos, 1937
- Isotomurus lineatus (Salmon, 1941
- Isotomurus louisiana (Scott, 1962)
- Isotomurus maculatus (Schäffer, 1896)
- Isotomurus mankyungensis Kim & Lee, 2000
- Isotomurus martiniquensis Stach, 1947
- Isotomurus mauretanicus (Handschin, 1926)
- Isotomurus myohyangsanus Lee & Kim, 1993
- Isotomurus nebulosus Lek & Carapelli, 1998
- Isotomurus nicolae Stomp, 1983
- Isotomurus novaezealandiae (Salmon, 1941)
- Isotomurus obscurus Carpenter, 1916
- Isotomurus opala Christiansen & Bellinger, 1992
- Isotomurus palliceps (Uzel, 1891)
- Isotomurus palustris (Müller, 1776)
- Isotomurus palustroides Folsom, 1937
- Isotomurus paraciliatus Cardoso, 1970
- Isotomurus philfrancisi Bernard, 2006
- Isotomurus plumosus Bagnall, 1940
- Isotomurus pseudopalustris Carapelli, Frati, Fanciulli & Dallai, 2001
- Isotomurus pseudosensillatus de Mendonça, 1990
- Isotomurus punctiferus Yosii, 1963
- Isotomurus qinpuensis Chen, 1985
- Isotomurus quadrisetosus Rusek, 1971
- Isotomurus rabili Deharveng & Lek, 1993
- Isotomurus retardatus Folsom, 1937
- Isotomurus riparius de Mendonça, 1990
- Isotomurus sahebganjensis Mandal, Suman & Bhattacharya, 2017
- Isotomurus sensillatus Winter, 1967
- Isotomurus stepposus Potapov & Starostenko, 2002
- Isotomurus stuxbergi (Tullberg, 1877)
- Isotomurus subterraneus Stach, 1946
- Isotomurus takahashii (Yosii, 1940)
- Isotomurus texensis Folsom, 1937
- Isotomurus tricolor (Packard, 1873)
- Isotomurus tricuspis Börner, 1906
- Isotomurus unifasciatus (Börner, 1901)
- Isotomurus venustus Barra, 2006
- Isotomurus viridipalustris Kos, 1937
- Isotomurus yamaquizuensis Winter, 1967

## Publication originale
- Börner, 1903 : Neue altweltiche Collembolen, nebst Bemerkungen zur Systematik der Isotominen und Entomobryinen. Sitzungs-Berichten der Gesellschaft naturforschender Freunde, vol. 3, p. 129-182 (texte intégral).